# Białotul
Białotul – wieś w Polsce położona w województwie kujawsko-pomorskim, w powiecie mogileńskim, w gminie Mogilno, sołectwo Czarnotul.

## Podział administracyjny

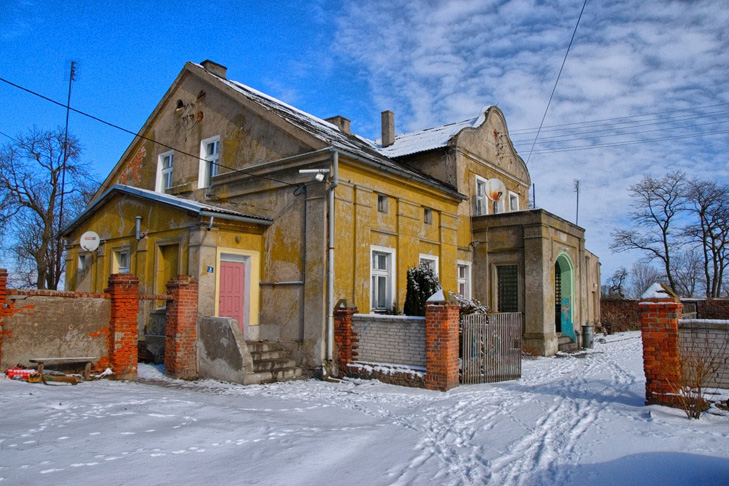
Białotul – folwark zimą

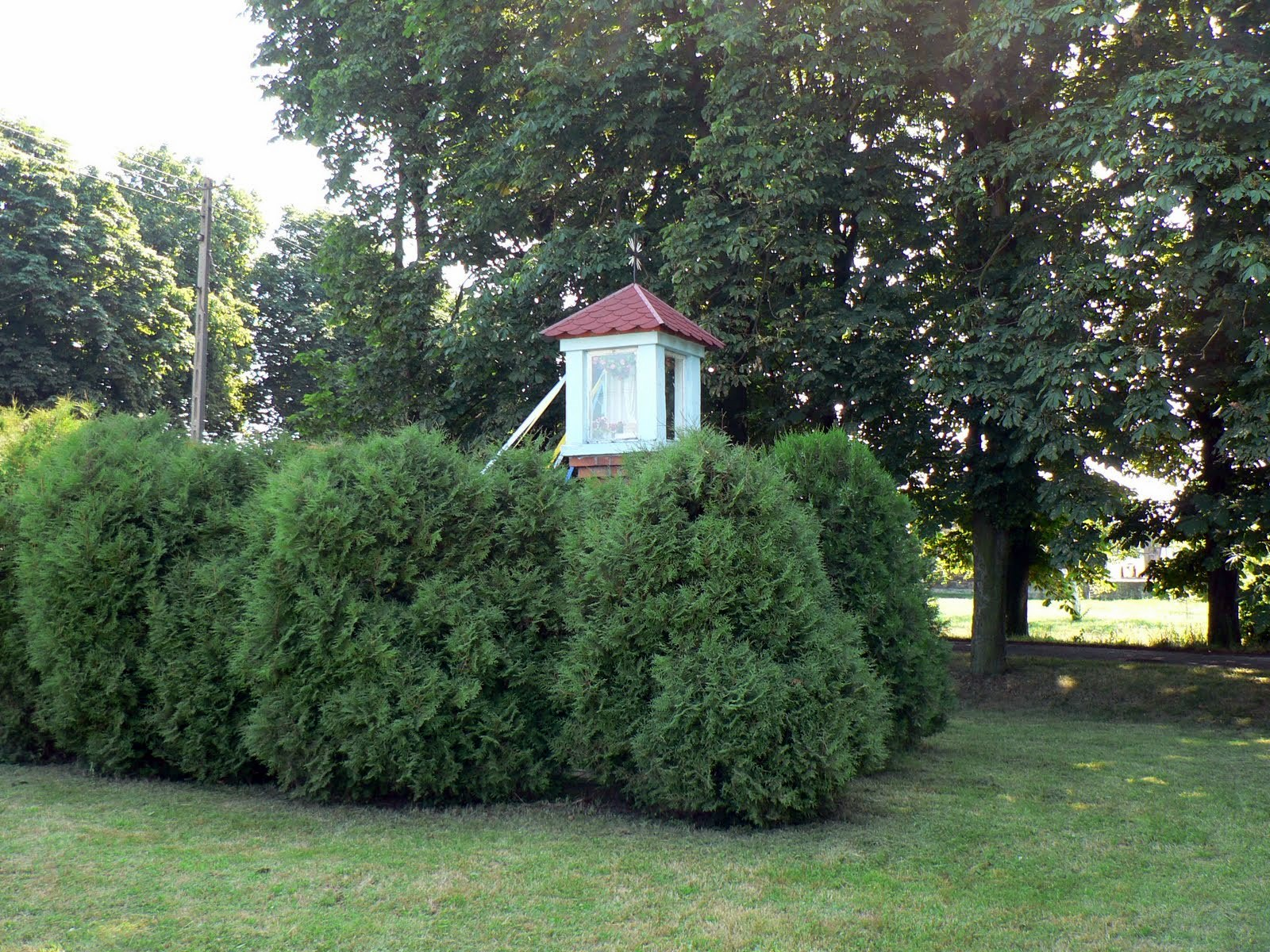
Kapliczka przydrożna

W latach 1975–1998 miejscowość administracyjnie należała do województwa bydgoskiego.

## Krótki opis
Wieś ma charakter rolniczy. W centrum, po dwóch stronach drogi stoją dwie kapliczki, zwane potocznie figurami.

## Demografia
Większość mieszkańców stanowią potomkowie polskich przesiedleńców z Małopolski i Podlasia. Według Narodowego Spisu Powszechnego (III 2011 r.) wieś liczyła 70 mieszkańców. Jest 44. co do wielkości miejscowością gminy Mogilno.

## Historia
Miejscowość została wydzielona w 1. połowie XIX wieku od wsi Czarnotul i początkowo nosiła nazwę Czarnotul B. W 2. połowie XIX wieku należała do rodziny Majerów, ale później przeszła w ręce niemieckie. W 1899 r. właściciel wsi, Adalbert von Grudzielski, z majątku o powierzchni 272 ha osiągnął dochód 3185 marek. Od 1945 r. gospodarowała w Białotulu Rolnicza Spółdzielnia Produkcyjna Jutrzenka z pobliskiego Lubieszewa.

## Zabytki
We wsi znajduje się, wpisany do rejestru zabytków, dwór z około 1852 roku z gankiem od wschodu i wystawką w dachu. Obok znajdują się pozostałości parku z końca XIX wieku, który miał powierzchnię 1 ha. Z drugiej strony położony jest folwark, a w jego obrębie trzykondygnacyjny spichrz. Kamienno-ceglana brama wjazdowa wybudowana została w 1892 r. Data znajduje się na cegle, która z nieznanych powodów jest odwrócona.